# ماري باترسون ماكفرسون
عملت ماري باترسون ماكفرسون (بالإنجليزية: Mary Patterson McPherson)‏ (المولودة في عام 1935) كرئيسة لكلية برين ماور (1978-1997)، ونائبة رئيس مؤسسة أندرو دبليو ميلون (1997-2007)، والمدير التنفيذي للجمعية الفلسفية الأمريكية (2007-2012). تُعتبر ماري «شخصية مهمة في التعليم العالي الأميركي وقائدة في تعليم النساء». يرجع الفضل لها على نطاق واسع في تجديد وتنشيط كلية برين ماور وتعزيز مكانتها في وقت كان يُتحدي فيه دور كليات النساء.

## حياتها المُبكرة وتعليمها
التحقت ماري باترسون ماكفرسون بالمدرسة في مدرسة أغنيس إروين في روزمونت. وحصلت على ماجستير الآداب من جامعة ديلاوير، ودكتوراه الفلسفة من كلية برين ماور في برين ماور بولاية بنسلفانيا.

## عملها
قامت ماري ماكفرسون بتدريس الفلسفة في جامعة ديلاوير وعملت كأستاذة وعميدة في كلية برين ماور قبل انتخابها رئيسًا لكلية برين ماور من 1978 إلى 1997 كان تنصيبها في كلية برين ماور أول مرة يكون فيها جميع رؤساء الكليات السبعة من النساء.
شغلت ماكفيرسون منصب نائب رئيس مؤسسة أندرو دبليو ميلون من أكتوبر 1997 إلى فبراير 2007.
وتم تعيينها كمسؤولة تنفيذية في الجمعية الفلسفية الأمريكية، وهي أقدم مجتمع تعليمي في الولايات المتحدة في عام 2007. كما كانت عضوًا في المجتمع منذ انتخابها للعضوية في عام 1983.
وقد خدمت ماكفرسون المجتمع أيضًا من خلال عضويتها في العديد من المجالس والمؤسسات، بما في ذلك العديد من المدارس والكليات مثل جايستور، ومؤسسة يوشيا ميسي لابن، ومؤسسة كارنيجي للنهوض بالتعليم، ومؤسسة بروكينغز، والمجلس الأمريكي للتعليم، والمركز الوطني للعلوم الإنسانية.

## الجوائز
- جائزة كاري توماس، 2002[4]

- دكتوراه فخرية في الآداب من جامعة ديباو، 23 مايو 2004[9]

- دكتوراه فخرية في الآداب الإنسانية من جامعة ديلاوير، 10 يناير 2009 [3]

تم تأسيس صندوق مكفرسون للتميز في برين ماور في عام 1997 لتكريم الرئيس الفخري ماري باترسون ماكفيرسون، معترفًا بزمالة مكفرسون للتميز والخدمة للمجتمع سواء داخل أو خارج حدود هذه المؤسسة.

## روابط خارجية
- McPherson، Mary Patterson (25 أبريل 2000). "Commencement Address, Sunday, May 21, 2000". Mount Holyoke. مؤرشف من الأصل في 2011-06-07. اطلع عليه بتاريخ 2014-10-22.